# ميخائيل باور (منافس ألعاب قوى)
ميخائيل باور (بالإنجليزية: Michael Power)‏ هو منافس ألعاب قوى أسترالي، ولد في 9 مايو 1976.

## وصلات خارجية
- ميخائيل باور على موقع الاتحاد الدولي لألعاب القوى (الإنجليزية)
- ميخائيل باور على موقع النتائج التاريخية لألعاب القوى الأسترالية (الإنجليزية)
- ميخائيل باور على موقع أوليمبيديا (الإنجليزية)
- ميخائيل باور على موقع اللجنة الأولمبية الأسترالية (الإنجليزية)
- ميخائيل باور على موقع اتحاد ألعاب الكومنولث (مؤرشف) (الإنجليزية)